# Breutelia stricticaulis
Breutelia stricticaulis är en bladmossart som beskrevs av Hugh Neville Dixon 1918. Breutelia stricticaulis ingår i släktet gullhårsmossor, och familjen Bartramiaceae. Inga underarter finns listade i Catalogue of Life.